# Kramgoa låtar 2
Kramgoa låtar 2 är det svenska dansbandet Vikingarnas andra studioalbum, utgivet 1975 på Mariann Grammofon. Albumet återutgavs 1996 till CD.

## Låtlista
| 1. | "Precis som Ferdinand"                                        | Torgny Söderberg                              | 3:01 |
| 2. | "En gång är ingen gång" ("Han är min sång och min glädje")    | Dallas Frazier, Stig Anderson                 | 2:22 |
| 3. | "Bär min ring"                                                | Giuliano Nannini                              | 2:20 |
| 4. | "Jag har lärt mig en del" ("From a Jack to a King")           | Ned Miller, Margot Borgström                  | 2:17 |
| 5. | "Himmelsfärgat blåa ögon"                                     | Torgny Söderberg                              | 2:26 |
| 6. | "Det är sig som jag saknar"                                   | Karl-Gerhard Lundkvist, Börje Carlsson        | 2:39 |
| 7. | "Lyckan vet jag finns inom dig" ("Walkin' Back to Happiness") | John Schroeder, Margot Borgström              | 2:24 |
| 8. | "Fernando"                                                    | Benny Andersson, Björn Ulvaeus, Stig Anderson | 3:29 |

| 1.           | "Gå inte nu"                                                      | Lars E. Carlsson, Owe Hedlund                                   | 2:33  |
| 2.           | "Min dröm om frihet"                                              | Torgny Söderberg, Britt Lindeborg                               | 2:50  |
| 3.           | "Eva"                                                             | Tue Stiby, Ragnar Blomström                                     | 3:11  |
| 4.           | "Du kom försent" ("Walk on By")                                   | Kendall Hayes, Stig Anderson                                    | 2:17  |
| 5.           | "Avskedsbrevet"                                                   | Gert Lengstrand, Torgny Söderberg                               | 2:17  |
| 6.           | "Hjälp mig ur min ensamhet" ("Help Me Make It Through the Night") | Kris Kristofferson, Ingela Forsman                              | 2:53  |
| 7.           | "Sju ensamma kvällar" ("Seven Lonely Days")                       | Earl Shuman, Alden Shuman, Marshall Brown, Lennart Reuterskiöld | 3:01  |
| Total längd: | Total längd:                                                      | Total längd:                                                    | 38:30 |

## Listplaceringar
| Lista (1976) | Topplacering |
| ------------ | ------------ |
| Sverige      | 2            |
| Norge        | 19           |